# Uemon Ikeda

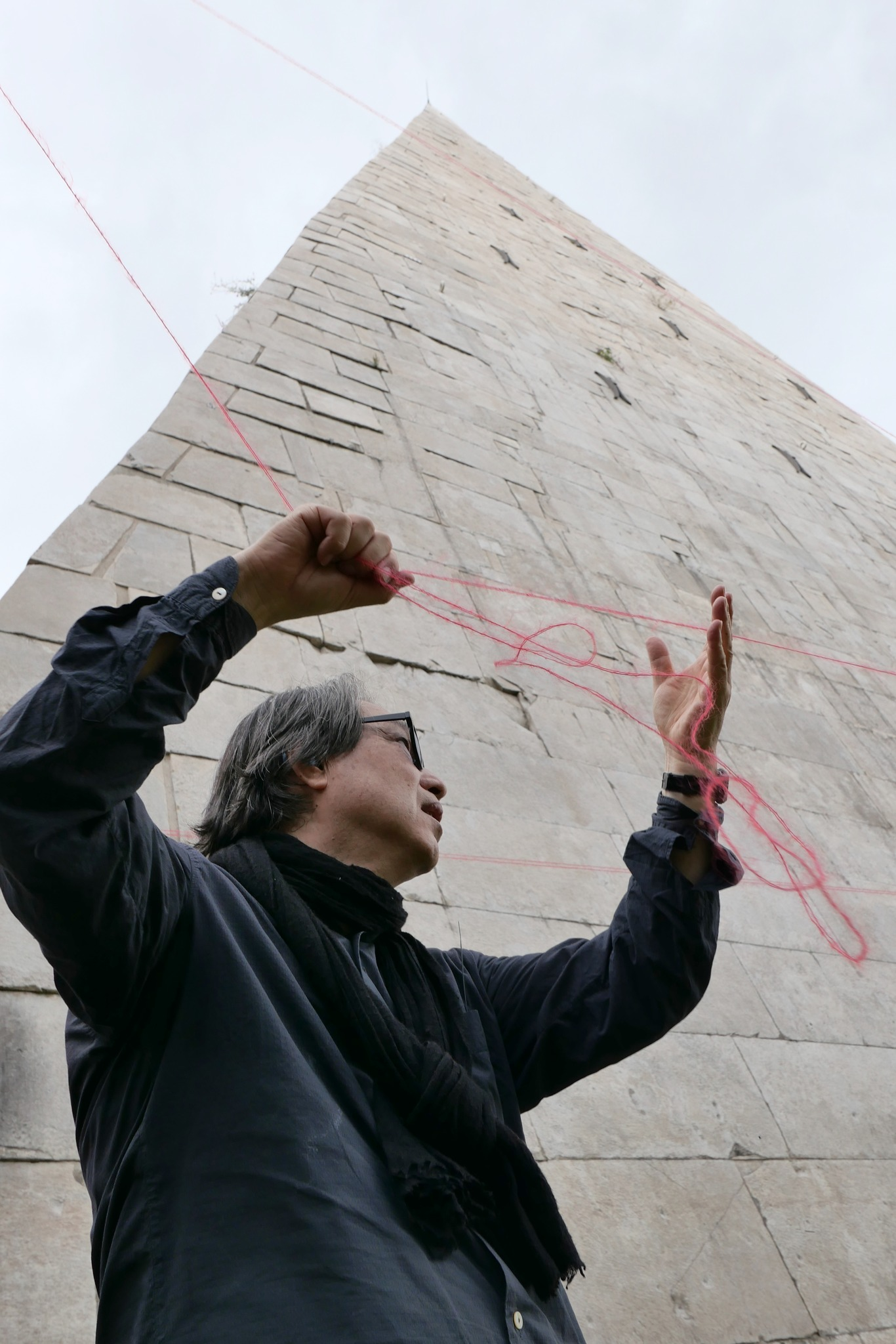
Uemon Ikeda Piramide Contemporanea 2024

Uemon Ikeda, nome d'arte di Tatsuo Ikeda (Kōbe, 1952), è un artista e pittore giapponese.

## Biografia
Negli anni settanta si trasferisce da Tokyo a Roma sua città di adozione dove frequenta l'Accademia di belle arti, seguendo le lezioni del maestro Venanzo Crocetti e si diploma nel 1977.
Negli anni ottanta conosce Simonetta Lux che lo invita a partecipare alla collettiva "Simultaneità - Nuove Direzioni dell'Arte Contemporanea Giapponese" a Palazzo Braschi, Roma (1991), seguita da numerose altre.
Nel 1989 espone a Tokyo (mostra personale) “Uemon Ikeda”, presso la Lunami Gallery (testo Masaaki Iseki) curata da Emiko Namikawa e nel 2011 sempre a Tokyo, presso TOKI Art Space mostra personale “Golden Fleece - Jason The beautiful Medea” curata da Noriko Toki ex assistente Emiko Namikawa presso Lunami Gallery.
Nel 1997 partecipa al terzo festival di arte e poesia a Bomarzo "Incantesimi. Scene d'arte e poesia. VICINANZE" ideato da Simonetta Lux e Miriam Mirolla, (Museo Laboratorio delle Arti Contemporanee dell'Università della Tuscia), Palazzo Orsini.
In quella occasione incontra numerosi artisti che rivestono un ruolo molto importante nel panorama artistico italiano, tra cui Gianfranco Baruchello, Fabrizio Crisafulli, Giovanni Di Stefano, Andrea Fogli, Stefano Fontana, Robert Gligorov, Jannis Kounellis, Renato Mambor, Fabio Mauri, Hidetoshi Nagasawa, Achille Perilli, Naoya Takahara
Nel 2000 espone a Roma al Museo laboratorio di arte contemporanea dell'Università La Sapienza (mostra personale) Uemon Ikeda-Acrobazia e scrive un libro: Uemon Ikeda - Simonetta Lux, Acrobazia edito dalla Lithos, Roma, 2000.
L'OCCHIO NON VEDE - DAS AUGE SIEHT NICHT RUDOLF STEINER - WANDTAFELZEICHNUNGEN 50 DISEGNI ALLA LAVAGNA, Museo Laboratorio di Arte Contemporanea Università di Roma "La Sapienza” SIMPOSIO ARTE E SCIENZA - "Il contromovimento: l'arte" con opere di Joseph Beuys, Luigi Ontani, Achille Perilli, Ilija Šoškić, Uemon Ikeda per la cura di Walter Kugler e Simonetta Lux, con la collaborazione di Francesca Rachele Oppedisano.
Nel 2005 espone nuovamente al Museo Laboratorio di Arte Contemporanea, Università di Roma 1 “La Sapienza” (mostra personale) Uemon Ikeda - un ragazzo che voleva vivere nel rettangolo a cura di Simonetta Lux.
Nel 2010 espone alla galleria Hybrida Contemporanea, Roma (mostra personale) Giasone e la bella Medea a cura di Emanuela de Notariis.
Nel 2011 partecipa alla collettiva L'Artista come Rishi - MNAO, Museo d'Arte Orientale "G. Tucci" a cura di Lori Adragna e Mary Angela Schroth da un'idea di Lori Adragna e Enzo Barchi. I suoi lavori sono stati esposti nella sezione di arte giapponese.
Nel 2012 espone presso lo studio galleria EMBRICE, Roma (mostra personale) Post-strutture: linee, fili, labirinti di Uemon Ikeda a cura di Simonetta Lux e Carlo Severati, con un filmato di Carlo Tomassi L'infanzia di Tatsuo e un'intervista a Ikeda a cura di Emma Tagliacollo.
Partecipa all'iniziativa LUDUS a cura di Francesco Gallo Mazzeo presenta un'installazione Filo di Arianna in piazza Trilussa, Roma in occasione della Festa de noantri, 2012.
Prende parte alla Giornata Europea della Cultura Ebraica il 2 settembre 2012 realizza presso i giardini del Tempio Maggiore di Roma - principale Sinagoga un'installazione Post strutture di Uemon Ikeda. Installazione raffigurante la Stella di David a cura di Anna Lisa Secchi - Delegata alle politiche culturali del Municipio centro storico di Roma organizzata dal Direttore del centro di Cultura Ebraica Miriam Haiun.
A febbraio 2013 partecipa alla collettiva Io Klimt a Palazzo dei Consoli di Gubbio a cura di Francesco Gallo Mazzeo.
Nel mese di aprile 2013 installazione Avere o non Avere presso la piazza del Campidoglio in occasione della Giornata della Terra. Progetto curato dal Professor Francesco Gallo Mazzeo e dallo Studio Marta Bianchi.
Partecipa alla mostra antologica: Ritratto di una città #2. Arte a Roma 1960 – 2001 progetto che, dopo la prima mostra (novembre 2012 – aprile 2013), continua l'approfondimento delle vicende dell'arte contemporanea a Roma dal 1960 al 2001. In corso dal 16 maggio sino al 15 settembre 2013 al MACRO nella sede di via Nizza 138 a Roma.
In occasione della Giornata del Contemporaneo 5 ottobre 2013 -  Archiviato il 15 ottobre 2013 in Internet Archive. - installazione: Architetture aeree: linee, fili, webnet all'esterno del MAXXI   Archiviato il 17 ottobre 2013 in Internet Archive. sulla piazza.
Partecipa a Senzatomica Roma 2015 - TRE ARTISTI PER LA PACE Renato Mambor, Giovanni Albanese, Tatsuo Uemon Ikeda a cura di Guglielmo Gigliotti e Ada Lombardi presso il MACRO La Pelanda - Spazio Factory.
In occasione della Festa della Musica espone presso lo studio galleria EMBRICE, Roma (mostra personale) Finestre sul Terzo Millennio di Tatsuo Uemon Ikeda [4] e presenta la monografia: UEMON IKEDA edita dalla De Luca Editori d'Arte [5], 2017 Roma. ISBN 978-88-6557-301-3 saggio critico di Francesco Gallo Mazzeo.
Il suo lavoro è presente presso il Centro nazionale delle Arti di Tokyo in occasione della 102ª edizione della NIKA Exibition (二科会).
A conclusione del lungo e complesso restauro ha riaperto il Giardino pensile del Palazzo Reale di Napoli nel mese di novembre 2018 si è svolta l’inaugurazione di un percorso "disegnato" dall’installazione site specific del Maestro dal titolo "Il Giardino ‘incantato’ di Palazzo Reale. A Levante del sole" a cura di Anna Imponente.
Alla realizzazione dell’opera hanno collaborato numerosi studenti dell'Accademia di Belle Arti di Napoli provenienti da varie scuole di specializzazione entusiasti di collaborare alla realizzazione della gigante ragnatela/stella che ha percorso l’interno del Palazzo Reale fino al restaurato Giardino pensile catturando da subito lo sguardo affascinato dei visitatori, collaboratori e studenti.
La manifestazione è stata organizzata dal Polo museale della Campania, diretto da Anna Imponente, con la collaborazione dell’Accademia di Belle Arti di Napoli diretta da Giuseppe Gaeta. Con il Patrocinio della Fondazione Italia Giappone e dell’Istituto Giapponese di Cultura.
Fra le diverse declinazioni dei rapporti fra l’Italia e il Giappone in occasione della Japan Week in Venice 6 Settembre 2019 Uemon Ikeda prende parte alla manifestazione con una suggestiva installazione “Fragility” a cura di Olimpia de Sanctis - un volteggio di filo rosso ispirato a Venezia e alla sua intrinseca fragilità; città precaria eppure eterna e soprattutto radicata nel substrato emozionale a livello planetario - progetto coordinato dallo Studio Marta Bianchi.
La manifestazione è stata organizzata dalla Fondazione Italia Giappone, presieduta dall’ambasciatore Umberto Vattani, in collaborazione col Comune di Venezia, il supporto della Venice International University, il sostegno dell’Università Ca’ Foscari, e i patrocini del Ministero degli Affari Esteri, dell’Ambasciata italiana in Giappone e dell’Ambasciata giapponese in Italia, nonché del Comune di Venezia e della metropolitana di Venezia sull’Isola di San Servolo, sede della Venice International University.
L’installazione del filo rosso è anche il simbolo, l’ottobre 2021, del Gruppo Donne Imprenditrici FIPE - Federazione Italiana Pubblici Esercizi, a Milano.
Presentazione del volume Racconti Paralleli[6]ISBN 9791259630698 a cura di Marta Bianchi - Edito da Bordeaux edizioni presso Galleria La Nuvola, Roma. Il libro consiste nella raccolta di sessanta racconti inediti, scritti dall’artista, accompagnati dalla prefazione dell’Ambasciatore Umberto Vattani e il testo critico di Alice Falsaperla.
Nel 2024 a 10 anni dal restauro della Piramide Cestia: Tre artisti contemporanei, Fabrizio Crisafulli, Uemon Ikeda e Melissa Lohman, dialogano con la Piramide a cura di Sala 1 Centro Internazionale d’Arte Contemporanea, Roma in collaborazione con la Soprintendenza Speciale Archeologia Belle Arti e Paesaggio di Roma.
Partecipa con la Nuvola del Pianeta verde al Gran Gala per l'Ambiente della Fondation Prince Albert II di Monaco, presso la Galleria Colonna di Roma.
Border Crossing Hypothesis, curata da Shereen Badr, Pamela Fiacconi e Massimo Scaringella, organizzata da Artoday, presso l'Ufficio Culturale Egiziano a Roma nell'ambito della Rome Art Week 2024.
Sempre nel 2024 Giornata “Pace, Cultura, Educazione”, organizzata per celebrare i primi 10 anni del Centro Culturale Ikeda per la Pace, Istituto Buddista Italiano Soka Gakkai, Corsico, Milano. Installazione di grandi dimensioni intitolata “Fiori di Loto”, realizzata in collaborazione con l’artista Yuji Matsunaga e con l’apporto di giovani artisti.
La sua opera è stata sostenuta dai critici Iseki Masaaki, direttore onorario del Tokyo Metropolitan Teien Art Museum; da Simonetta Lux e dall'argentino Carlos Spartaco.
Vive e lavora a Roma.